# El Gato: The Human Glacier
| Recensione      | Giudizio |
| --------------- | -------- |
| HipHopDX        |          |
| Pitchfork       | 7,3/10   |
| Salute Magazine |          |

El Gato: The Human Glacier è il dodicesimo album in studio del rapper statunitense Gucci Mane, pubblicato il 23 dicembre 2017 per le etichette discografiche GUWOP Enterprises ed Atlantic Records. La produzione dell'album è stata gestita principalmente da Southside, insieme a Jake One. Si tratta del terzo progetto commerciale pubblicato da Gucci Mane durante il 2017, e fa seguito al mixtape commerciale Droptopwop, in collaborazione con Metro Boomin, e Mr. Davis, il suo undicesimo album in studio.

## Antefatti
Poco dopo la pubblicazione di Mr. Davis, Gucci Mane annunciò il suo dodicesimo album insieme al nome di quest'ultimo il 24 ottobre 2017. L'intero album fu registrato in soli due giorni, come affermato da Gucci Mane.
L'11 dicembre 2017, fu rivelata la data di pubblicazione dell'album. Il giorno seguente fu rivelata anche la tracklist, sebbene due brani siano stati poi scartati prima della pubblicazione effettiva dell'album.

## Tracce
1. Rich Ass Junkie – 3:12 (testo: Radric Davis, Joshua Luellen – musica: Southside)
2. Peepin Out the Blinds – 3:05 (testo: Davis, Luellen – musica: Southside)
3. Dickriders – 3:10 (testo: Davis, Luellen – musica: Southside)
4. Mall – 4:47 (testo: Davis, Luellen – musica: Southside)
5. Side EFX – 2:24 (testo: Davis, Luellen, Jacob Dutton – musica: Southside, Jake One[9])
6. TYT – 3:27 (testo: Davis, Luellen, Dutton – musica: Southside, Jake One[9])
7. Sea Sick – 3:18 (testo: Davis, Luellen – musica: Southside)
8. Smiling in the Drought – 4:09 (testo: Davis, Luellen – musica: Southside)
9. El Gato's Revenge – 4:51 (testo: Davis, Luellen – musica: Southside)
10. Step Throat – 4:01 (testo: Davis, Luellen – musica: Southside)
11. Southside and Guwop (Outro) – 4:16 (testo: Davis, Luellen – musica: Southside)

## Classifiche
| Classifica (2017–2018) | Posizione massima |
| ---------------------- | ----------------- |
| Canada                 | 61                |
| Paesi Bassi            | 96                |
| Stati Uniti            | 28                |